# Vérkhnie Tubi
Vérkhnie Tubi - Верхние Тубы (rus) - és un khútor del krai de Krasnodar, a Rússia. Es troba als vessants septentrionals del Caucas occidental, a la vora del riu Pxekha, a 41 km al sud d'Apxeronsk i a 119 km al sud-est de Krasnodar, la capital.
Pertany al municipi d'Otdalionni.